# Subcetate
Subcetate (en hongrois : Gyergyóvárhegy) est une commune du județ de Harghita en Roumanie.